# Escleroproteína

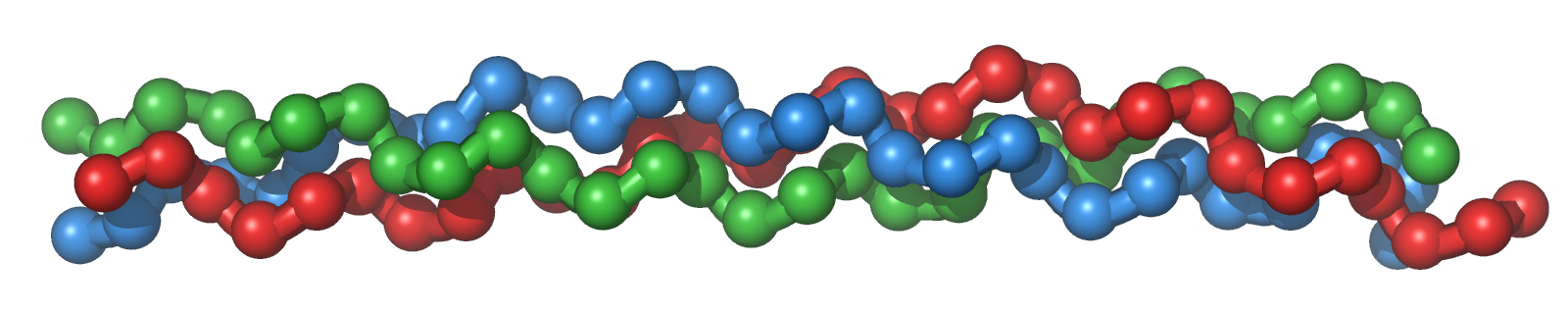
A hélice tripla do tropocolagénio.

Escleroproteínas ou proteínas fibrilares são proteínas longas e filamentosas e uma das duas principais classes de estrutura terciária de proteínas (a segunda sendo as proteínas globulares). Encontram-se exclusivamente em animais, na construção de tecido conectivo, tendões, matriz óssea e fibras musculares. Exemplos de escleroproteínas incluem a queratina, o colagénio e a elastina.
As escleroproteínas têm normalmente uma forma cilíndrica, sendo na maioria proteínas com funções estruturais ou de armazenamento, sem actividade catalítica. São tipicamente insolúveis em água e possuem tendência a formar agregados, por possuírem grupos hidrofóbicos na sua superfície.
As suas estruturas primárias (sequência de aminoácidos) são pouco diversificadas em termos de tipos de aminoácido encontrado; existem frequentemente repetições de trechos da sequência ao longo da cadeia polipeptídica. Como consequência encontram-se estruturas secundárias características, como a formação de uma hélice tripla no colagénio. Existem também tipicamente diversas ligações entre diferentes cadeias polipeptídicas, como as ligações dissulfureto entre as cadeias da queratina.
As escleroproteínas são mais resistentes à desnaturação que as proteínas globulares. 